# Cañón QF de 3 libras
El QF de 3 libras era un cañón de tanque británico de 47 mm, derivado del cañón naval Vickers QF de 3 libras y montado a bordo de los tanques construidos por la Vickers-Armstrong durante el periodo de entreguerras. 

## Historia y desarrollo
Fue producido con cañas de 1,50 m (32 calibres) y 1,88 m (40 calibres) de longitud. Solamente podía disparar un proyectil macizo y según los requisitos de la serie de tanques medios Vickers A6, podría perforar el blindaje de tanques enemigos contemporáneos a una distancia de 914 m. El tanque medio Vickers Mark I estaba armado con la versión QF 2cwt Mark I del cañón, mientras que el tanque medio Vickers Mark II fue armado con la versión Mark II del QF de 3 libras.
Aunque otros países europeos desplegaron cañones similares al inicio de la Segunda Guerra Mundial (por ejemplo, el Cannone da 47/32 M35), el QF de 3 libras fue considerado obsoleto por los británicos al inicio de la guerra debido su baja velocidad de boca, siendo reemplazado por el QF de 2 libras como cañón de tanque estándar a bordo de los tanques británicos.   

## Vehículos armados con el QF de 3 libras
- Vickers A1E1 Independent
- Vickers 6-ton